# Monochamus
Monochamus Megerle in Dejean, 1821, è un genere di coleotteri cerambicidi ampiamente diffusi in ogni parte del mondo.

## Alcune specie
In Italia sono presenti le seguenti specie:
- Monochamus galloprovincialis (Olivier, 1795)
- Monochamus sutor (Linnaeus, 1758)
- Monochamus sartor (Fabricius, 1787)
- Monochamus saltuarius (Gebler, 1830)

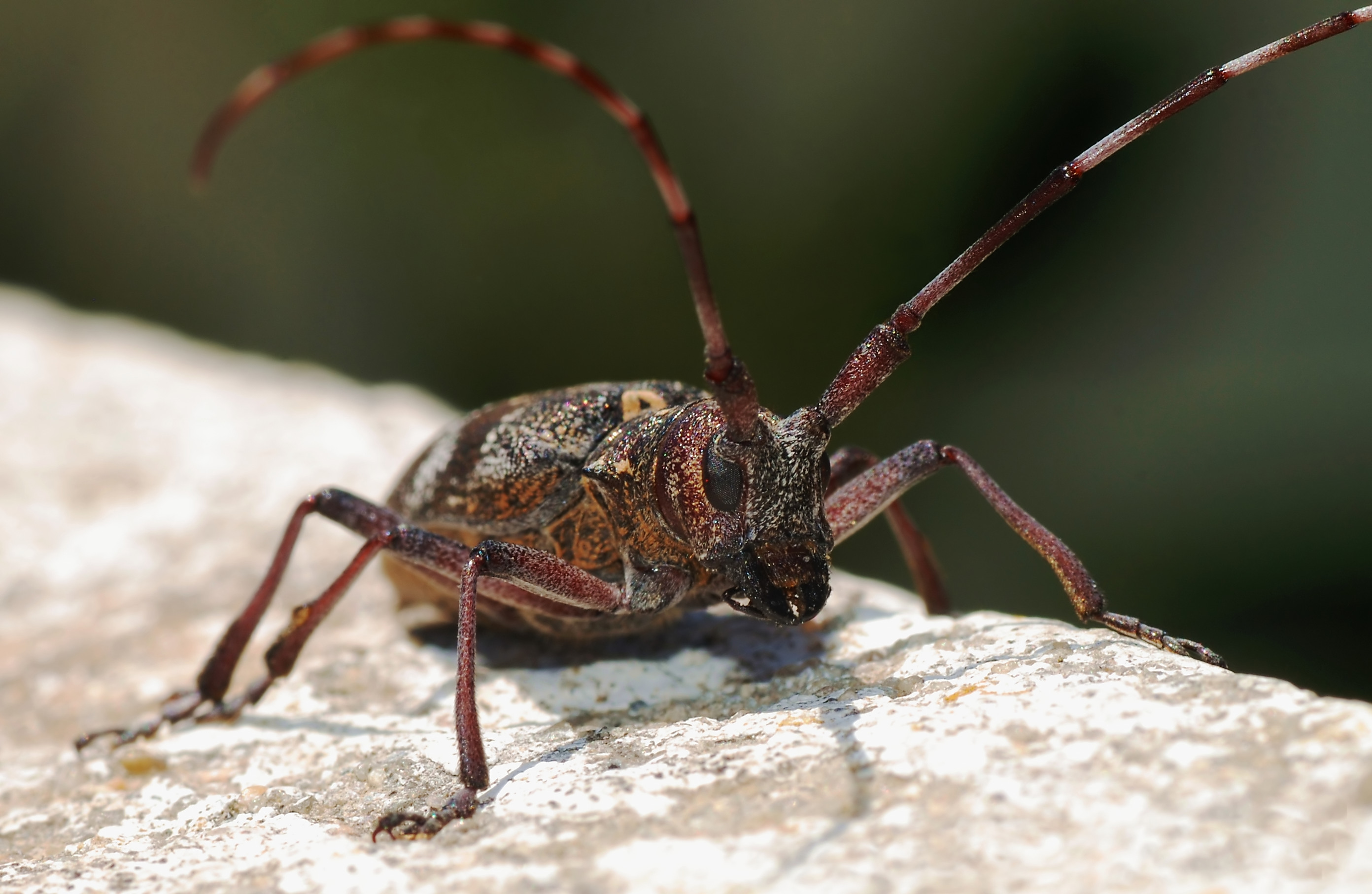
Monochamus galloprovincialis
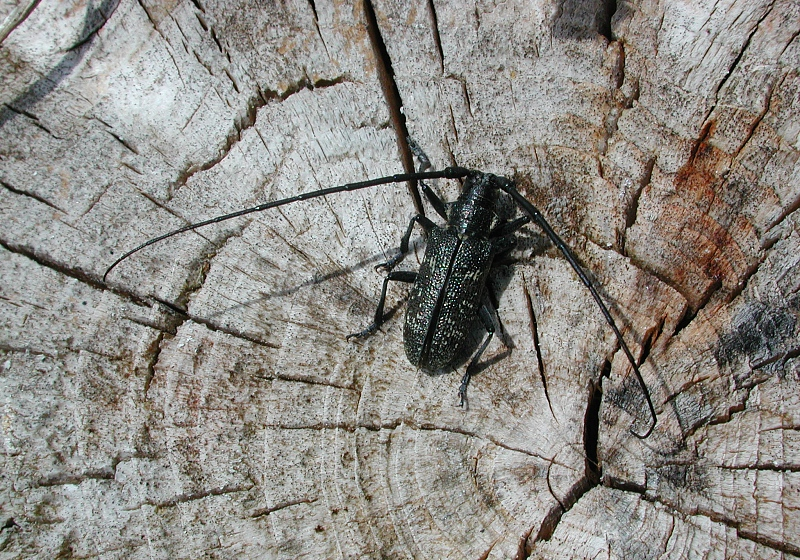
Monochamus sutor
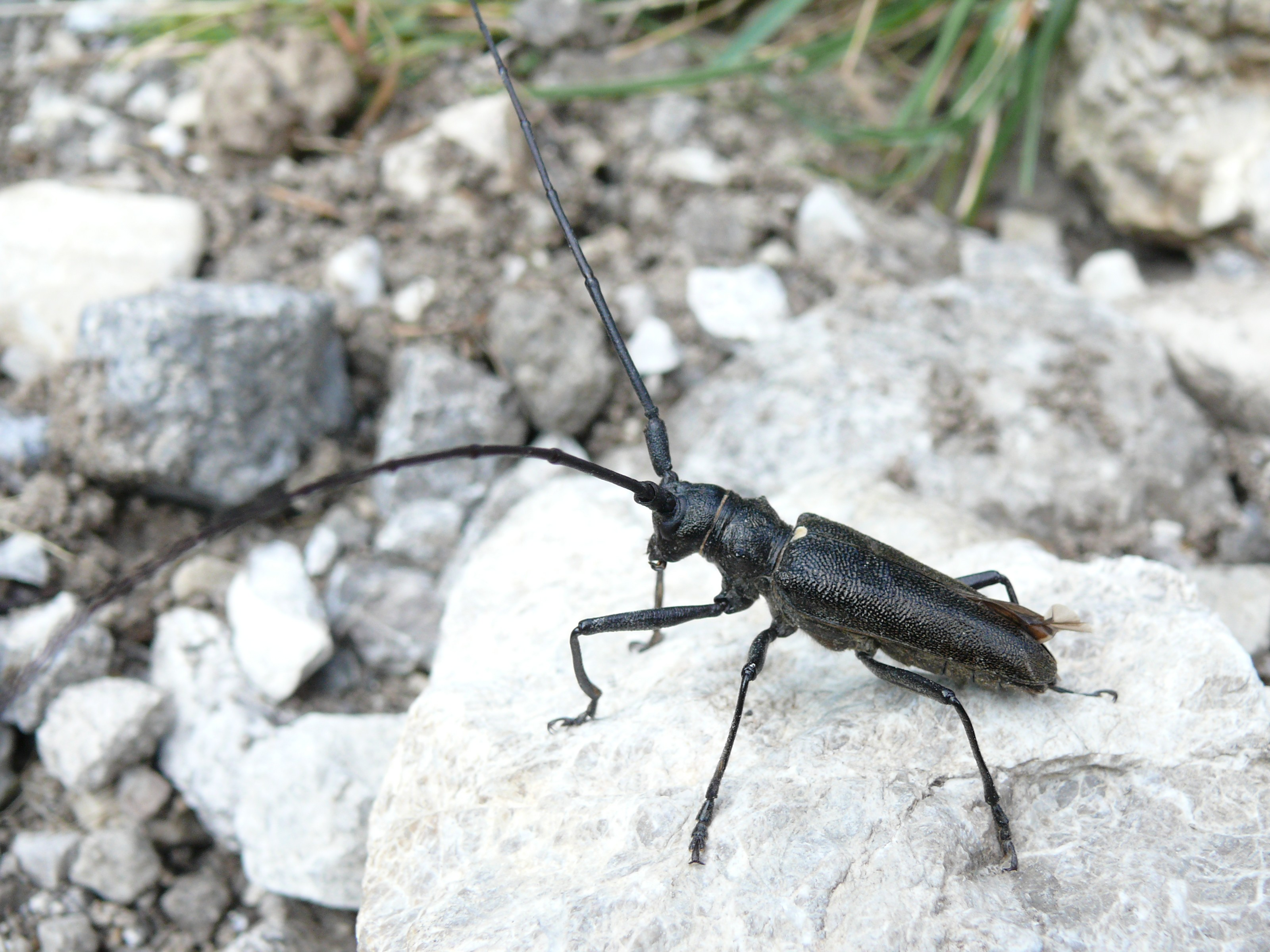
Monochamus sartor

## Ecologia
Le larve di questi insetti sono altamente dannose per molte specie vegetali, conducendo alla morte numerose varietà di pini e sempreverdi.
È noto che alcune specie di Monochamus sono in grado di trasmettere il nematode Bursaphelenchus xylophilus, un agente patogeno che contagia numerose specie di conifere.